# Emil Schabl
Emil Schabl (* 24. März 1963 in Lilienfeld, Niederösterreich) ist ein ehemaliger österreichischer Gewerkschafter (FSG) und Politiker (SPÖ).
Von 2003 bis 2008 war er Landesrat in der Niederösterreichischen Landesregierung Pröll III. Zudem war er Abgeordneter zum Niederösterreichischen Landtag sowie dessen Zweiter Präsident.

## Werdegang
Nach dem Besuch der Volksschule in Türnitz und der Hauptschule in Lilienfeld machte Schabl eine Betriebsschlosser-Lehre bei der damals verstaatlichten VÖEST in Traisen mit anschließender Facharbeiterprüfung. Schabl wurde Bezirkssekretär der Gewerkschaft Metall-Bergbau-Energie Baden und auf Landesebene Sekretär für Jugend und Organisation in Niederösterreich. Von 2002 bis 2008 war er Vorsitzender der Fraktion Sozialdemokratischer GewerkschafterInnen (FSG) Niederösterreichs.
Emil Schabl ist verheiratet und Vater von vier Kindern.

## Politischer Werdegang
13 Jahre lang (1990–2003) war Schabl Bürgermeister seiner Heimatgemeinde Hirtenberg, ab dem 5. Oktober 2000 war er außerdem Abgeordneter zum Landtag von Niederösterreich und ab 19. April 2001 dessen zweiter Präsident. Vom 24. April 2003 bis zur verlorenen Wahl 2008 war er Mitglied der niederösterreichischen Landesregierung. Anschließend saß er wieder als Landtagsabgeordneter der SPÖ im niederösterreichischen Landtag.
In Hirtenberg kandidierte er im März 2010 bei den Gemeinderatswahlen mit einer eigenen Liste, mit der er auf Anhieb 6 Mandate erreichte. Im Juli 2010 wurde er aus der SPÖ ausgeschlossen.